# Чарга
Чарга — деревня в Саянском районе Красноярского края. Входит в состав Тинского сельсовета.

## История
Основана в 1896 году. В 1926 году состояла из 133 хозяйств, основное население — русские. Центр Чаргинского сельсовета Агинского района Канского округа Сибирского края.

## Население
| 1926 | 2010 |
| ---- | ---- |
| 722  | ↘59  |